# Vila Cova do Covelo
Vila Cova do Covelo é uma povoação portuguesa do Município de Penalva do Castelo que foi sede da extinta Freguesia de Vila Cova do Covelo, freguesia que tinha 8,87 km² de área e 211 habitantes (2011), e, por isso, uma densidade populacional de 23,8 hab/km².
A Freguesia de Vila Cova do Covelo foi extinta (agregada) pela reorganização administrativa de 2012/2013, tendo o seu território sido agregado ao da Freguesia de Mareco para criar a União das Freguesias de Vila Cova do Covelo e Mareco.
Situada num anfiteatro natural, proporciona uma encosta que termina na confluência dos rios Carapito e Dão, sendo uma pitoresca aldeia que concilia uma nobreza ancestral com as necessidades dos tempos actuais, entre as freguesias de Mareco, Matela, Antas e Castelo de Penalva. Possui uma área de 874 hectares ficando a 12 km de distância da sede municipal. Marcante no aglomerado granítico surge a igreja com suas torres sineiras que fazem ecoar por montes e vales os toques, regendo toda uma comunidade. O órago é a Nossa Senhora da Esperança, dia 18 de dezembro.

## População
| População da freguesia de Vila Cova do Covelo | População da freguesia de Vila Cova do Covelo | População da freguesia de Vila Cova do Covelo | População da freguesia de Vila Cova do Covelo | População da freguesia de Vila Cova do Covelo | População da freguesia de Vila Cova do Covelo | População da freguesia de Vila Cova do Covelo | População da freguesia de Vila Cova do Covelo | População da freguesia de Vila Cova do Covelo | População da freguesia de Vila Cova do Covelo | População da freguesia de Vila Cova do Covelo | População da freguesia de Vila Cova do Covelo | População da freguesia de Vila Cova do Covelo | População da freguesia de Vila Cova do Covelo | População da freguesia de Vila Cova do Covelo |
| --------------------------------------------- | --------------------------------------------- | --------------------------------------------- | --------------------------------------------- | --------------------------------------------- | --------------------------------------------- | --------------------------------------------- | --------------------------------------------- | --------------------------------------------- | --------------------------------------------- | --------------------------------------------- | --------------------------------------------- | --------------------------------------------- | --------------------------------------------- | --------------------------------------------- |
| 1864                                          | 1878                                          | 1890                                          | 1900                                          | 1911                                          | 1920                                          | 1930                                          | 1940                                          | 1950                                          | 1960                                          | 1970                                          | 1981                                          | 1991                                          | 2001                                          | 2011                                          |
| 537                                           | 590                                           | 576                                           | 601                                           | 631                                           | 624                                           | 614                                           | 689                                           | 679                                           | 601                                           | 495                                           | 434                                           | 373                                           | 317                                           | 211                                           |

| Distribuição da População por Grupos Etários | Distribuição da População por Grupos Etários | Distribuição da População por Grupos Etários | Distribuição da População por Grupos Etários | Distribuição da População por Grupos Etários | Distribuição da População por Grupos Etários | Distribuição da População por Grupos Etários | Distribuição da População por Grupos Etários | Distribuição da População por Grupos Etários | Distribuição da População por Grupos Etários |
| -------------------------------------------- | -------------------------------------------- | -------------------------------------------- | -------------------------------------------- | -------------------------------------------- | -------------------------------------------- | -------------------------------------------- | -------------------------------------------- | -------------------------------------------- | -------------------------------------------- |
| Ano                                          | 0-14 Anos                                    | 15-24 Anos                                   | 25-64 Anos                                   | > 65 Anos                                    |                                              | 0-14 Anos                                    | 15-24 Anos                                   | 25-64 Anos                                   | > 65 Anos                                    |
| 2001                                         | 30                                           | 45                                           | 149                                          | 93                                           |                                              | 9,5%                                         | 14,2%                                        | 47,0%                                        | 29,3%                                        |
| 2011                                         | 12                                           | 12                                           | 97                                           | 90                                           |                                              | 5,7%                                         | 5,7%                                         | 46,0%                                        | 42,7%                                        |

Média do País no censo de 2001:  0/14 Anos-16,0%; 15/24 Anos-14,3%; 25/64 Anos-53,4%; 65 e mais Anos-16,4%
Média do País no censo de 2011:   0/14 Anos-14,9%; 15/24 Anos-10,9%; 25/64 Anos-55,2%; 65 e mais Anos-19,0%

## Actividades Económicas
- Agricultura, lacticínios , construção civil e panificação

## Festas e Romarias
- Santo António (13 de Junho)
- Nossa Senhora da Esperança (18 de Dezembro)

## Património
- Igreja Matriz
- Capela de Santo António
- Capela de São Tiago
- Antiga Capela com a seguinte inscrição na fachada MANDOU FAZER ESTA CAPELA CAETANO DE PINA CABRAL FAMILIAR DO ST. OFICIO: 1765.

## Outros Locais
- Azenhas (Rio Carapito)
- Miradouro

## Gastronomia
- Bola de azeite
- Sopa de matança
- Enchidos

## Artesanato
- Esteiras e cordas de "Bracejo"